# Série de championnat de la Ligue américaine de baseball 2020
La Série de championnat de la Ligue américaine de baseball 2020 est la 51e série finale de la Ligue américaine de baseball, dont l'issue détermine le représentant de cette ligue à la Série mondiale 2020, la grande finale des Ligues majeures de baseball.
Cette série au meilleur de sept parties est jouée du dimanche 11 octobre au samedi 17 octobre 2020. Les Rays de Tampa Bay l'emportent quatre victoires à trois sur les Astros de Houston pour décrocher leur premier titre de la Ligue américaine depuis 2008 et accéder à la Série mondiale.
Randy Arozarena des Rays de Tampa Bay est nommé joueur par excellence de la Série de championnat.

## Contexte
En raison de la pandémie de Covid-19, la saison régulière de la Ligue majeure de baseball commence avec quatre mois de retard en 2020 et le calendrier est limité à 60 matchs par équipe, au lieu des 162 habituels.
Le format des séries éliminatoires est modifié pour s'ajuster à ce contexte particulier. On augmente à 16, plutôt que 10, le nombre de clubs qualifiés pour les éliminatoires, c'est-à-dire 8 équipes de la Ligue américaine et 8 de la Ligue nationale. Un premier tour éliminatoire, appelé Séries de meilleurs deuxièmes, précède les habituelles Séries de divisions qui mènent à la Série de championnat. Les deux clubs qui sortent victorieux de leur Série de division en 2020 s'affrontent en Série de championnat.

## Ville hôtesse et avantage du terrain
Pour la première fois de l'histoire, les séries éliminatoires du baseball majeur sont jouées en terrain neutre, dans des lieux déterminés au préalable, sans égard à l'identité des clubs qualifiés. Ainsi, la Série de championnat de la Ligue américaine se joue en 2020 dans le stade d'une équipe de la Ligue nationale : le Petco Park de San Diego en Californie, domicile des Padres de San Diego.
Comme ce fut le cas pour toute la saison de baseball 2020, le stade n'accueille aucun spectateur. Pour des raisons de santé publique liées au coronavirus, la Californie ne permet pas des rassemblements publics de cette importance pour un événement sportif. Pour cette série, l'avantage du terrain signifie essentiellement que le club « hôte » aura l'avantage de commencer la première manche en défensive et d'avoir son tour au bâton en deuxième. Il est déterminé par le classement des têtes de série pour ces séries éliminatoires.
Il est aussi prévu que tous les matchs de la série, entre quatre et sept rencontres selon les résultats, soient joués consécutivement, sans jour de repos. Cela pose aux équipes quelques défis supplémentaires en matière de stratégie, notamment la gestion des lanceurs faisant partie de l'effectif. En contrepartie, le concept nouveau de ville hôtesse évite aux joueurs les habituels déplacements en avion, parfois longs, entre deux villes.

## Équipes en présence
L'identité des équipes qui s'affrontent en Série de championnat est déterminée par l'issue des Séries de divisions de la Ligue américaine 2020, qui ont lieu quelques jours auparavant.

## Déroulement de la série

### Calendrier des rencontres
| Match | Date       | Visiteur          | Hôte              | Score |
| ----- | ---------- | ----------------- | ----------------- | ----- |
| 1     | 11 octobre | Astros de Houston | Rays de Tampa Bay | 1-2   |
| 2     | 12 octobre | Astros de Houston | Rays de Tampa Bay | 2-4   |
| 3     | 13 octobre | Rays de Tampa Bay | Astros de Houston | 5-2   |
| 4     | 14 octobre | Rays de Tampa Bay | Astros de Houston | 3-4   |
| 5     | 15 octobre | Rays de Tampa Bay | Astros de Houston | 3-4   |
| 6     | 16 octobre | Astros de Houston | Rays de Tampa Bay | 7-4   |
| 7     | 17 octobre | Astros de Houston | Rays de Tampa Bay | 2-4   |

### Match 1
Dimanche 11 octobre 2020 au Petco Park, San Diego, Californie.
| Astros de Houston | 1 | 0 | 0 | 0 | 0 | 0 | 0 | 0 | 0 | 1 | 9 | 1 |
| Rays de Tampa Bay | 0 | 0 | 0 | 1 | 1 | 0 | 0 | 0 | X | 2 | 6 | 0 |
| Lanceurs partants : HOU : Framber Valdez TB : Blake Snell Vic. : Blake Snell (1-0) Déf. : Framber Valdez (0-1) Sauv. : Diego Castillo (1) HRs : HOU : José Altuve (1) TB : Randy Arozarena (1) |   |   |   |   |   |   |   |   |   |   |   |   |

### Match 2
Lundi 12 octobre 2020 au Petco Park, San Diego, Californie.
| Astros de Houston | 0 | 0 | 0 | 0 | 0 | 1 | 0 | 0 | 1 | 2 | 10 | 2 |
| Rays de Tampa Bay | 3 | 0 | 0 | 0 | 0 | 0 | 1 | 0 | X | 4 | 4  | 0 |
| Lanceurs partants : HOU : Lance McCullers TB : Charlie Morton Vic. : Charlie Morton (1-0) Déf. : Lance McCullers (0-1) Sauv. : Nick Anderson (1) HRs : HOU : Carlos Correa (1) TB : Manuel Margot (1), Mike Zunino (1) |   |   |   |   |   |   |   |   |   |   |    |   |

### Match 3
Mardi 13 octobre 2020 au Petco Park, San Diego, Californie.
| Rays de Tampa Bay | 0 | 0 | 0 | 0 | 0 | 5 | 0 | 0 | 0 | 5 | 8 | 0 |
| Astros de Houston | 1 | 0 | 0 | 0 | 0 | 1 | 0 | 0 | 0 | 2 | 7 | 1 |
| Lanceurs partants : TB : Ryan Yarbrough HOU : José Urquidy Vic. : Ryan Yarbrough (1-0) Déf. : José Urquidy (0-1) Sauv. : Diego Castillo (2) HRs: HOU : José Altuve (2), Michael Brantley (1) |   |   |   |   |   |   |   |   |   |   |   |   |

### Match 4
Mercredi 14 octobre 2020 au Petco Park, San Diego, Californie.
| Rays de Tampa Bay | 0 | 0 | 0 | 2 | 0 | 0 | 0 | 0 | 1 | 3 | 7 | 0 |
| Astros de Houston | 1 | 0 | 1 | 0 | 2 | 0 | 0 | 0 | X | 4 | 9 | 0 |
| Lanceurs partants : TB : Tyler Glasnow HOU : Zack Greinke Vic. : Zack Greinke (1-0) Déf. : Tyler Glasnow (0-1) Sauv. : Ryan Pressly (1) HRs : TB : Randy Arozarena (2) HOU : José Altuve (3), George Springer (1) |   |   |   |   |   |   |   |   |   |   |   |   |

### Match 5
Jeudi 15 octobre 2020 au Petco Park, San Diego, Californie.
| Rays de Tampa Bay | 0 | 0 | 1 | 0 | 1 | 0 | 0 | 1 | 0 | 3 | 7 | 1 |
| Astros de Houston | 1 | 0 | 2 | 0 | 0 | 0 | 0 | 0 | 1 | 4 | 6 | 0 |
| Lanceurs partants : TB : [[]] HOU : [[]] Vic. : Ryan Pressly (1-0) Déf. : Nick Anderson (0-1) HRs : TB : Brandon Lowe (1), Randy Arozarena (3), Ji-man Choi (1) HOU : George Springer (2), Carlos Correa (2) |   |   |   |   |   |   |   |   |   |   |   |   |

### Match 6
Vendredi 16 octobre 2020 au Petco Park, San Diego, Californie.
| Astros de Houston | 0 | 0 | 0 | 0 | 4 | 1 | 2 | 0 | 0 | 7 | 11 | 0 |
| Rays de Tampa Bay | 0 | 1 | 0 | 0 | 0 | 0 | 1 | 2 | 0 | 4 | 6  | 0 |
| Lanceurs partants : HOU : Framber Valdez TB : Blake Snell Vic. : Framber Valdez (1-1) Déf. : Blake Snell (1-1) Sauv. : Ryan Pressly (2) HRs : HOU : Kyle Tucker (1) TB : Manuel Margot (2, 3) |   |   |   |   |   |   |   |   |   |   |    |   |

### Match 7
Samedi 17 octobre 2020 au Petco Park, San Diego, Californie.
| Astros de Houston | 0 | 0 | 0 | 0 | 0 | 0 | 0 | 2 | 0 | 2 | 7 | 0 |
| Rays de Tampa Bay | 2 | 1 | 0 | 0 | 0 | 1 | 0 | 0 | X | 4 | 6 | 0 |
| Lanceurs partants : HOU : Lance McCullers TB : Charlie Morton Vic. : Charlie Morton (2-0) Déf. : Lance McCullers (0-2) Sauv. : Pete Fairbanks (1) HRs: TB : Randy Arozanera (4), Mike Zunino (2) |   |   |   |   |   |   |   |   |   |   |   |   |